# Marxa nupcial (Mendelssohn)
La "Marxa nupcial" en do major de Felix Mendelssohn, escrita el 1842, és una de les més conegudes peces musicals del seu Opus 61. És una de les marxes nupcials més utilitzades, sent interpretada amb orgue usualment.
Als casaments en països occidentals és utilitzada al final i desprenent-se d'elements de la cançó. Sol ser combinada amb el "Cor de la Núvia" de l'òpera Lohengrin de Richard Wagner o amb la "Marxa del Príncep de Dinamarca" de Jeremiah Clarke, ambdós interpretades a l'entrada de la núvia.
La primera vegada que fou utilitzada a una boda fou quan Dorothy Carew i Tom Daniel es casaren a l'Església de San Pere, Tiverton, Anglaterra, el 2 de juny de 1847, sent interpretada per l'organista Samuel Reay. Quan es convertí en una cançó famosa en el seu ús fou quan s'utilitzà a la boda de Victòria, Princesa Reial amb Frederic III de Prússia el 25 de gener de 1858.